# 宗鏡録
『宗鏡録』（すぎょうろく）は、中国五代十国時代の呉越から北宋初の僧の永明延寿が撰した仏教論書、100巻。961年の成立である。

## 概要
撰者の永明延寿は、雪峰義存の弟子である翠巌令参のもとで出家し、天台徳韶の嗣法となった禅僧である。永明延寿の主著が、本書であり、禅をはじめとして、唯識宗・華厳宗・天台宗の各宗派の主体となる著作より、その要文を抜粋しながら、各宗の学僧によって相互に質疑応答を展開させ、最終的には「心宗」によってその統合をはかるという構成になっている。
この総合化の姿勢は、その『万善同帰集』にも見られるものであり、後世になって、「禅浄双修」「教禅一致」が提唱された時、永明延寿の著書が注目されることとなった。

## エディション
『大正新脩大蔵経』第48巻「諸宗部」5に収録されている。